# Division d'Honneur 1935-1936
La Division d'Honneur 1935-1936 è stata la 36ª edizione della massima serie del campionato belga di calcio disputata tra il settembre 1935 e il maggio 1936 e conclusa con la vittoria del Daring Club de Bruxelles SR, al suo quarto titolo.
Capocannoniere del torneo fu Florent Lambrechts (Anversa), con 37 reti.

## Formula
Come nella stagione precedente le squadre partecipanti furono 14 e disputarono un turno di andata e ritorno per un totale di 26 partite.
Le ultime due classificate retrocedettero in Division 1.
Il TSV Lyra cambiò nome in KM Lyra.

## Squadre
| Squadra                  | Città                | Stadio | Stagione 1934-1935  |
| ------------------------ | -------------------- | ------ | ------------------- |
| Standard Liegi           | Liegi                |        | 7°                  |
| R. Berchem Sport         | Berchem              |        | 9°                  |
| White Star Woluwe AC     | Woluwe-Saint-Lambert |        | 10°                 |
| RC Malines SR            | Malines              |        | 8°                  |
| Anderlecht               | Anderlecht           |        | Division I          |
| Beerschot AC             | Anversa              |        | 4°                  |
| RCS Brugeois             | Bruges               |        | 6°                  |
| Anversa                  | Anversa              |        | 5°                  |
| Union Saint-Gilloise     | Saint-Gilles         |        | Campione del Belgio |
| Daring Club de Bruxelles | Bruxelles            |        | 3°                  |
| RFC Brugeois             | Bruges               |        | Division I          |
| RFC Malinois             | Malines              |        | 11°                 |
| KM Lyra                  | Lier                 |        | 12°                 |
| Liersche SK              | Lier                 |        | 2°                  |

## Classifica finale
|                   | Pos. | Squadra                     | Pt | G  | V  | N | P  | GF | GS  | DR  |
| ----------------- | ---- | --------------------------- | -- | -- | -- | - | -- | -- | --- | --- |
| Belgio (bandiera) | 1.   | Daring Club de Bruxelles SR | 37 | 26 | 15 | 7 | 4  | 62 | 37  | +25 |
|                   | 2.   | Standard Liegi              | 34 | 26 | 16 | 2 | 8  | 67 | 39  | +28 |
|                   | 3.   | Union Royale Saint-Gilloise | 32 | 26 | 14 | 4 | 8  | 64 | 37  | +27 |
|                   | 4.   | Anversa                     | 32 | 26 | 15 | 2 | 9  | 99 | 55  | +44 |
|                   | 5.   | K. Liersche SK              | 31 | 26 | 14 | 3 | 9  | 47 | 37  | +10 |
|                   | 6.   | RFC Malinois                | 30 | 26 | 12 | 6 | 8  | 56 | 55  | +1  |
|                   | 7.   | R. Beerschot AC             | 29 | 26 | 13 | 3 | 10 | 57 | 46  | +11 |
|                   | 8.   | Anderlecht                  | 27 | 26 | 11 | 5 | 10 | 58 | 51  | +7  |
|                   | 9.   | RFC Brugeois                | 23 | 26 | 8  | 7 | 11 | 44 | 50  | -6  |
|                   | 10.  | KM Lyra                     | 21 | 26 | 8  | 5 | 13 | 52 | 73  | -21 |
|                   | 11.  | White Star Woluwe AC        | 21 | 26 | 8  | 5 | 13 | 47 | 69  | -22 |
|                   | 12.  | RC Malines SR               | 20 | 26 | 7  | 6 | 13 | 53 | 66  | -13 |
|                   | 13.  | RCS Brugeois                | 19 | 26 | 7  | 5 | 14 | 34 | 53  | -19 |
|                   | 14.  | R. Berchem Sport            | 8  | 26 | 2  | 4 | 20 | 32 | 104 | -72 |

Legenda:

      Campione del Belgio
      Retrocesso in Division 1
Note:

Due punti a vittoria, uno a pareggio, zero a sconfitta.

### Verdetti
- Daring Club de Bruxelles SR campione del Belgio 1935-36.
- RCS Brugeois e R. Berchem Sport retrocesse in Division I.